# Ecce Homo SZ
| SZ ist das Kürzel für den Kanton Schwyz in der Schweiz. Es wird verwendet, um Verwechslungen mit anderen Einträgen des Namens Ecce homo zu vermeiden. |

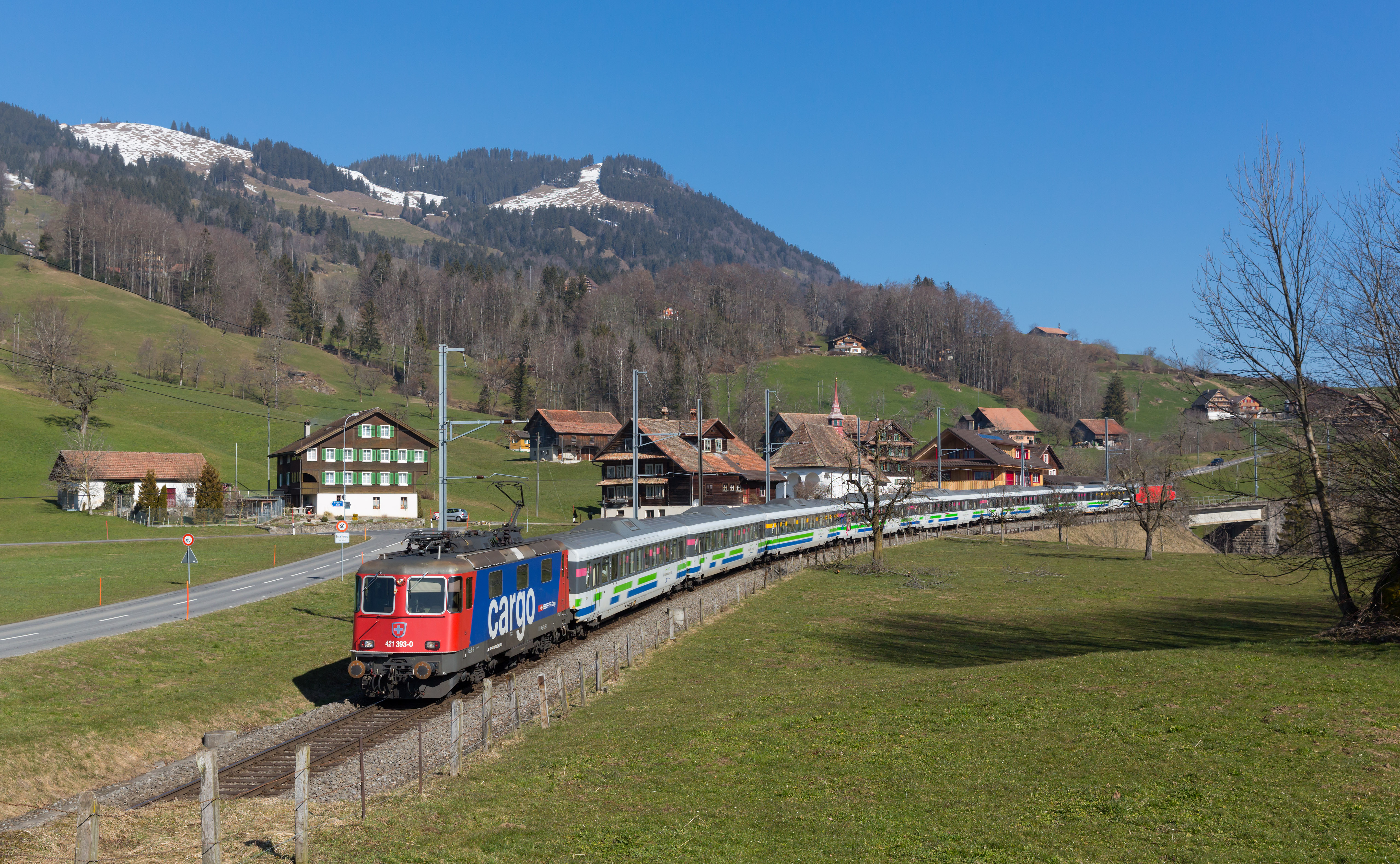
Blick auf den Weiler Ecce Homo aus südlicher Richtung

Ecce Homo ist ein zur Gemeinde Sattel gehörender Weiler im Kanton Schwyz zwischen Steinen und Sattel auf einer Meereshöhe von 731 Metern. Er ist nach einer barocken Kapelle aus dem Jahre 1667 benannt, die wiederum nach einem Andachtsbild mit dem Ecce-homo-Motiv benannt ist.

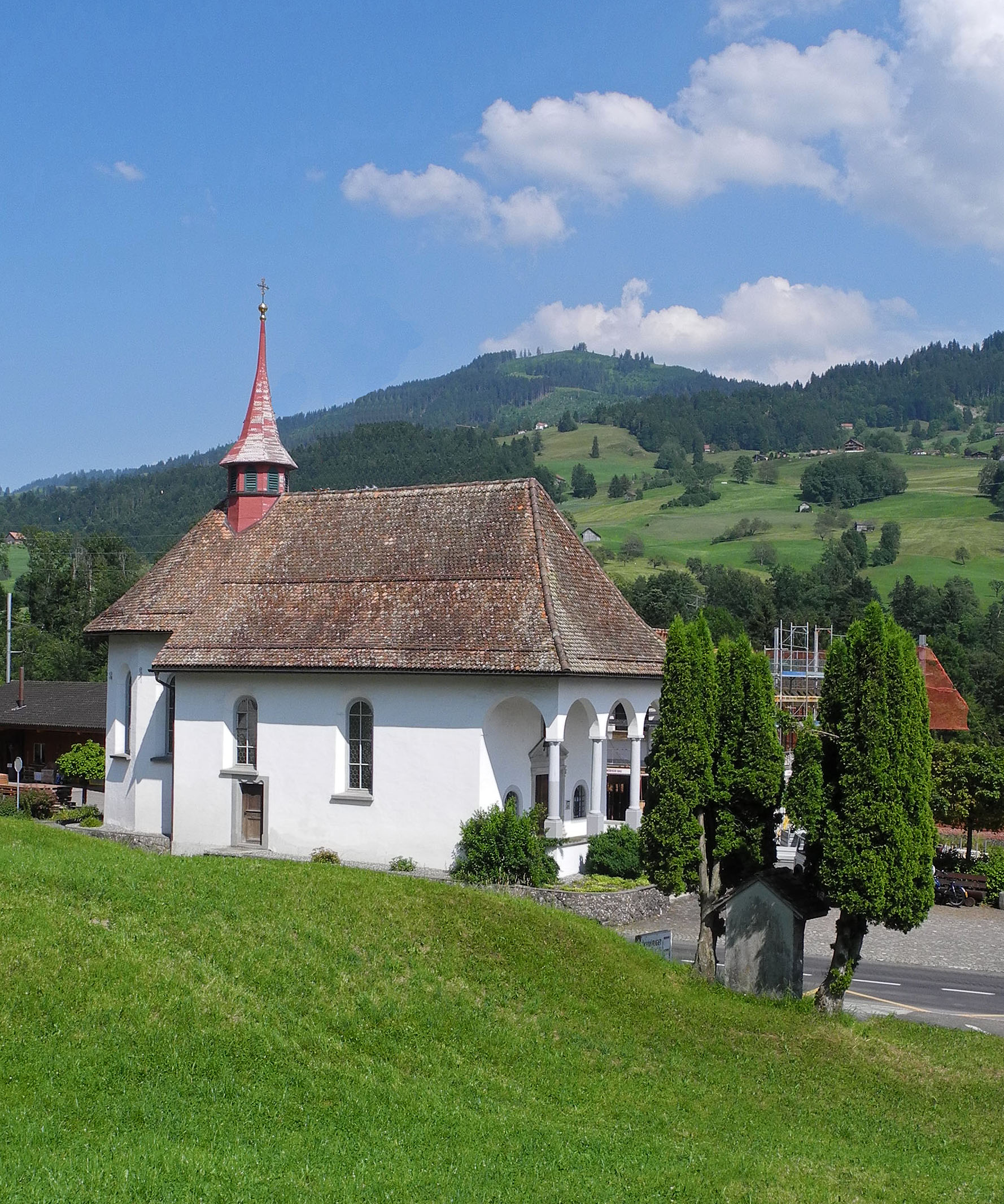
Die Kapelle Ecce Homo

Der Weiler liegt auf einer schmalen Hangterrasse des Rossbergs. Hier soll sich im 17. Jahrhundert ein Grenzstreit abgespielt haben, der Meinrad Inglin zu seiner Novelle Tod des Schirmflickers angeregt hat. Diese Geschichte wurde unter dem Titel Das gefrorene Herz verfilmt.
Der Ort ist Teil des Inventars der schützenswerten Ortsbilder der Schweiz.